# Tortula capillaris
Tortula capillaris är en bladmossart som beskrevs av Richard Henry Zander 1993. Tortula capillaris ingår i släktet tussmossor, och familjen Pottiaceae. Inga underarter finns listade i Catalogue of Life.